# Imelda glaucosmia
Imelda glaucosmia är en fjärilsart som beskrevs av William Chapman Hewitson 1870. Imelda glaucosmia ingår i släktet Imelda och familjen Riodinidae. Inga underarter finns listade i Catalogue of Life.